# Distrikt Huanca
Der Distrikt Huanca liegt in der Provinz Caylloma in der Region Arequipa in Südwest-Peru. Der Distrikt wurde am 14. Februar 1927 gegründet. Er hat eine Fläche von 372 km². Beim Zensus 2017 wurden 1010 Einwohner gezählt. Im Jahr 1993 lag die Einwohnerzahl bei 2374, im Jahr 2007 bei 1841. Die Distriktverwaltung befindet sich in der 3080 m hoch gelegenen Ortschaft Huanca mit 586 Einwohnern (Stand 2017). Huanca liegt 53 km südwestlich der Provinzhauptstadt Chivay. Der Vulkan Ampato erhebt sich 23 km nördlich von Huanca.

## Geographische Lage
Der Distrikt Huanca liegt an der Südflanke der Cordillera Volcánica im Südwesten der Provinz Caylloma. Die maximale Längsausdehnung in SW-NO-Richtung beträgt 39 km, die maximale Breite knapp 16 km. Das Areal wird über den Río Siguas, ein rechter Nebenfluss des Río Quilca, nach Südwesten entwässert.
Der Distrikt Huanca grenzt im Westen an den Distrikt Lluta, im Nordosten an den Distrikt Achoma, im Südosten an den Distrikt Yura (Provinz Arequipa) sowie im Südwesten an die Distrikte Vítor und Santa Isabel de Siguas (beide in der Provinz Arequipa).